# Ljubljana

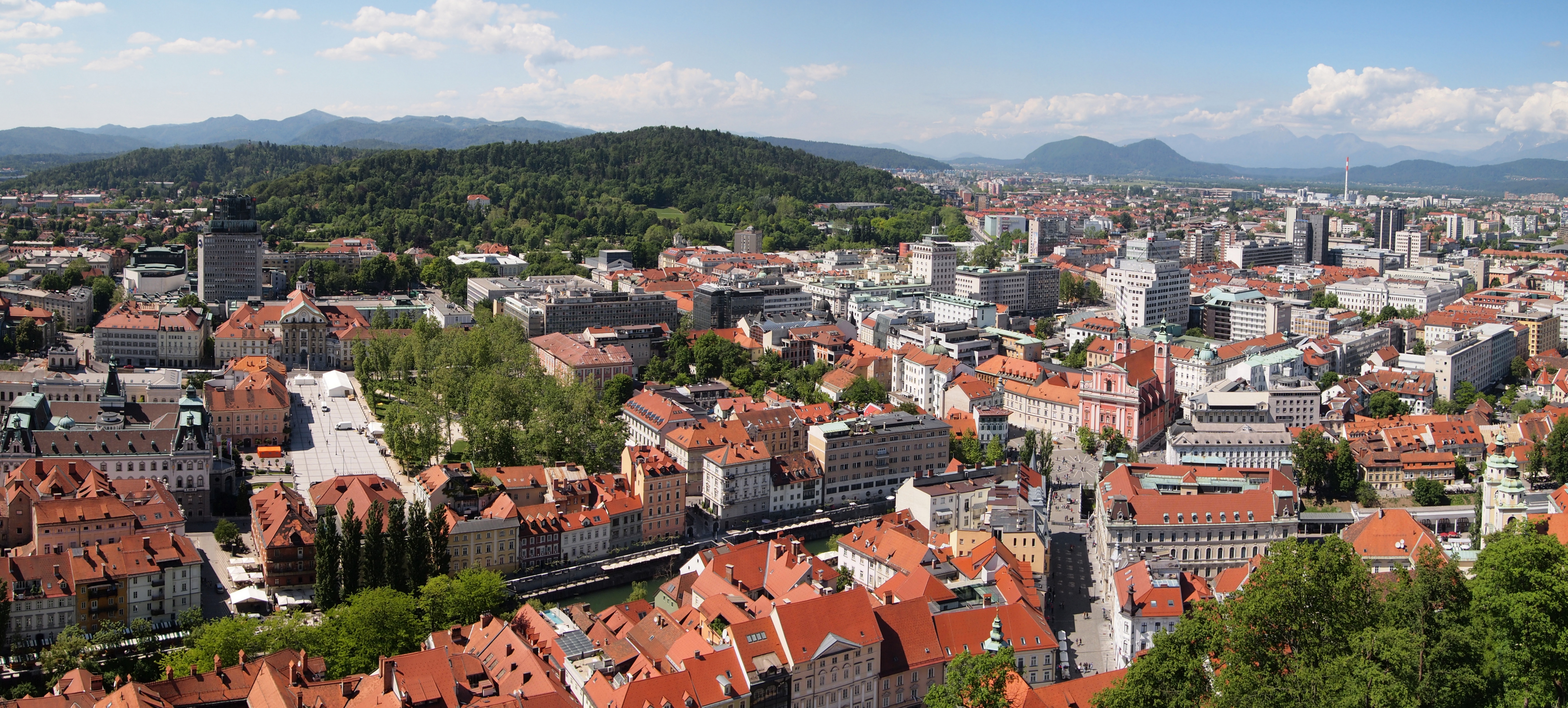
Blick von der Burg auf die Stadt

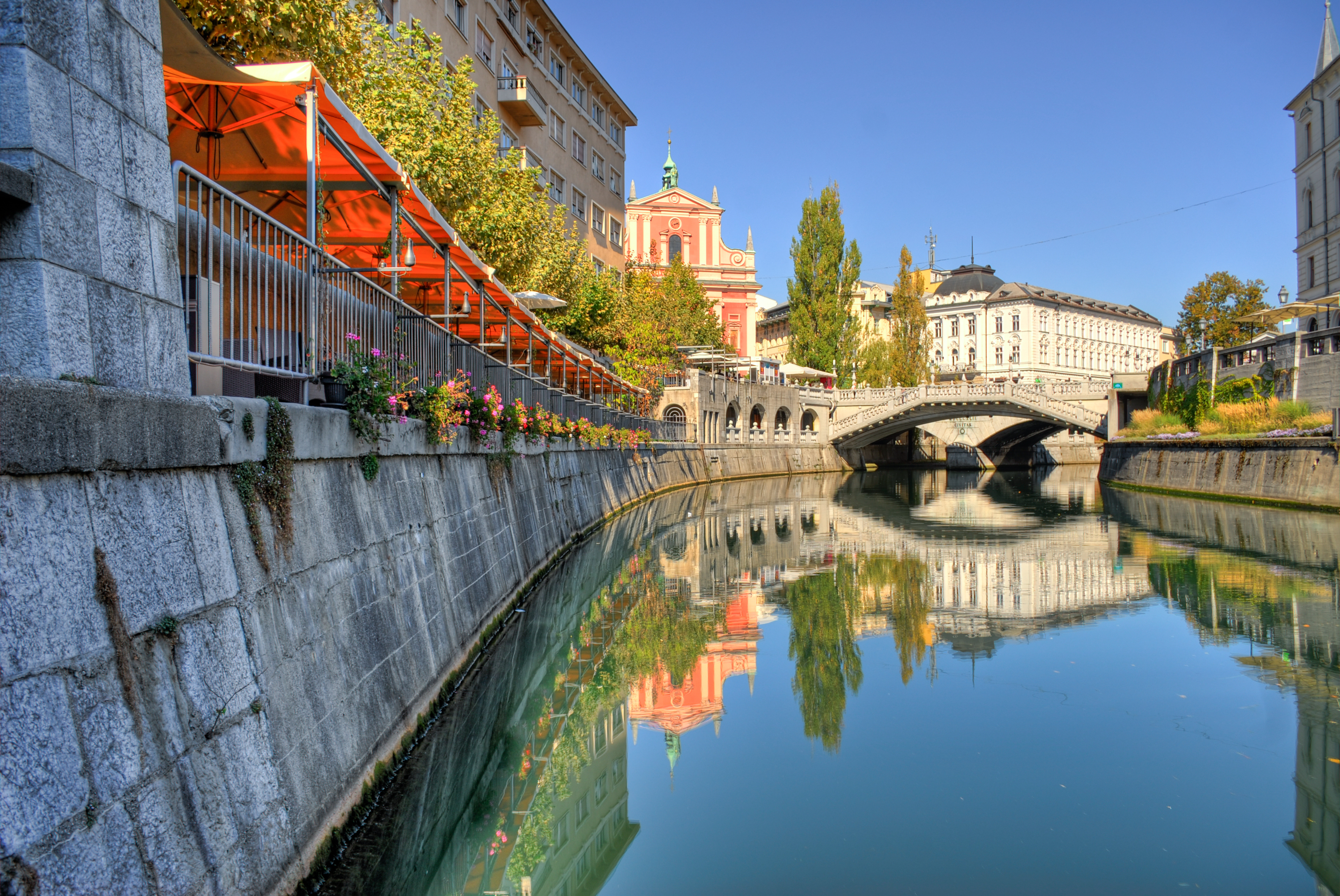
Die zentrale Promenade geht entlang der Ljubljanica, über die mehr als ein Dutzend Brücken führen.

Ljubljana (Ljubljanaⓘ slowenisch [ljuˈbljàːna], umgangssprachlich [luˈblàːna], deutsch Laibach, italienisch Lubiana) ist die Hauptstadt Sloweniens und mit 288.382 Einwohnern (2024) zugleich bevölkerungsreichste Gemeinde des Landes.
Die Stadt ist das politische, wirtschaftliche und kulturelle Zentrum Sloweniens. Ljubljana ist Sitz des gleichnamigen römisch-katholischen Erzbistums und seit 1919 Universitätsstadt.
Die Stadt Ljubljana bildet gemeinsam mit einigen kleineren umliegenden Siedlungen die Stadtgemeinde Ljubljana (slowenisch Mestna občina Ljubljana, abgekürzt MOL).

## Name der Stadt
Für die Herkunft des slowenischen Namens der Stadt gibt es mehrere Erklärungen: nach der einen, wohl volksetymologischen Erklärung kommt er vom slowenischen ljubljena („geliebte Stadt“), nach der anderen von dem lateinischen Flussnamen Aluviana. Der Stadtname wurde in dieser Form zum ersten Mal 1146 als Luwigana erwähnt.
Im deutschsprachigen Raum hat sich neben dem Namen Ljubljana auch der historische deutsche, ursprünglich wohl wie der gleichlautende Flussname aus dem Slawischen abgeleitete Name Laibach gehalten, der heute vor allem in Österreich gebräuchlich ist. In der österreichischen Diplomatie wird die Stadt amtlich Laibach bezeichnet. Der deutsche Name der Stadt wurde zum ersten Mal 1112–1125 als Leibach erwähnt. Diese Form ist auch gleichzeitig die älteste bekannte Erwähnung der Stadt.

## Geschichte
| Staat                    | Verwaltungseinheit                                                             | Zugehörigkeit |
| ------------------------ | ------------------------------------------------------------------------------ | ------------- |
| Heiliges Römisches Reich | Markgrafschaft Krain (ab 1278 habsburgisch)                                    | 1144–1364     |
| Heiliges Römisches Reich | Herzogtum Krain (1379/1411–1457 und 1564–1619 Innerösterreich)                 | 1364–1804     |
| Österreich               | Herzogtum Krain                                                                | 1804–1809     |
| Frankreich               | Illyrische Provinzen                                                           | 1809–1813     |
| Österreich               | Illyrische Provinzen von Österreich besetzt.                                   | 1813–1816     |
| Österreich               | Königreich Illyrien                                                            | 1816–1849     |
| Österreich               | Herzogtum Krain                                                                | 1849–1867     |
| Österreich-Ungarn        | Herzogtum Krain (Cisleithanien)                                                | 1867–1918     |
| SHS-Staat/Jugoslawien    | Provinz Slowenien                                                              | 1918–1922     |
| SHS-Staat/Jugoslawien    | Oblast Ljubljana                                                               | 1922–1929     |
| SHS-Staat/Jugoslawien    | Banschaft Drau                                                                 | 1929–1941     |
| Italien                  | Provinz Laibach                                                                | 1941–1943     |
| Deutsches Reich          | Provinz Laibach formell italienisch, de facto unter deutscher Kontrolle (OAK). | 1943–1945     |
| Jugoslawien              | Volksrepublik Slowenien                                                        | 1945–1963     |
| Jugoslawien              | Sozialist. Rep. Slowenien                                                      | 1963–1990     |
| Jugoslawien              | Republik Slowenien                                                             | 1990–1991     |
| Slowenien                | Stadtgemeinde Ljubljana                                                        | seit 1991     |

### Vorgeschichte
Von 3600 bis 3100 v. Chr. finden sich die frühesten Seebehausungen (Pfahlbauten) im Laibacher Moor.
Zwischen 1000 und 700 v. Chr. existierten erste illyrische und venetische Siedlungen und um 400 v. Chr. folgte die Periode der Kelten.
Als erster mythischer Bewohner gilt Iason (siehe den Abschnitt Wappen).

### Römisches Reich
Im 1. Jahrhundert v. Chr. wurde von den Römern eine militärische Festung an der Stelle des heutigen Ljubljana errichtet und im Jahr 14 die römische Siedlung Emona oder Aemona (Colonia Aemona Iulia tribu Claudia) angelegt. Administrativ gehörte diese Stadt während der Antike zu Italien. Sie befand sich zwar an der Stelle des heutigen Ljubljana, ging jedoch in der Völkerwanderung unter und ist daher nur eine Vorgängersiedlung der heutigen Stadt, deren Straße Emonska cesta den Namen bewahrt.

### Völkerwanderung und Fränkisches Reich
Um 600 wanderten slawische Stämme in das Gebiet, gefolgt von einem Niedergang Emonas. Um 800 fiel das Gebiet von Laibach unter die Herrschaft der Franken.

### Heiliges Römisches Reich

#### Die Stadt vor dem 13. Jahrhundert

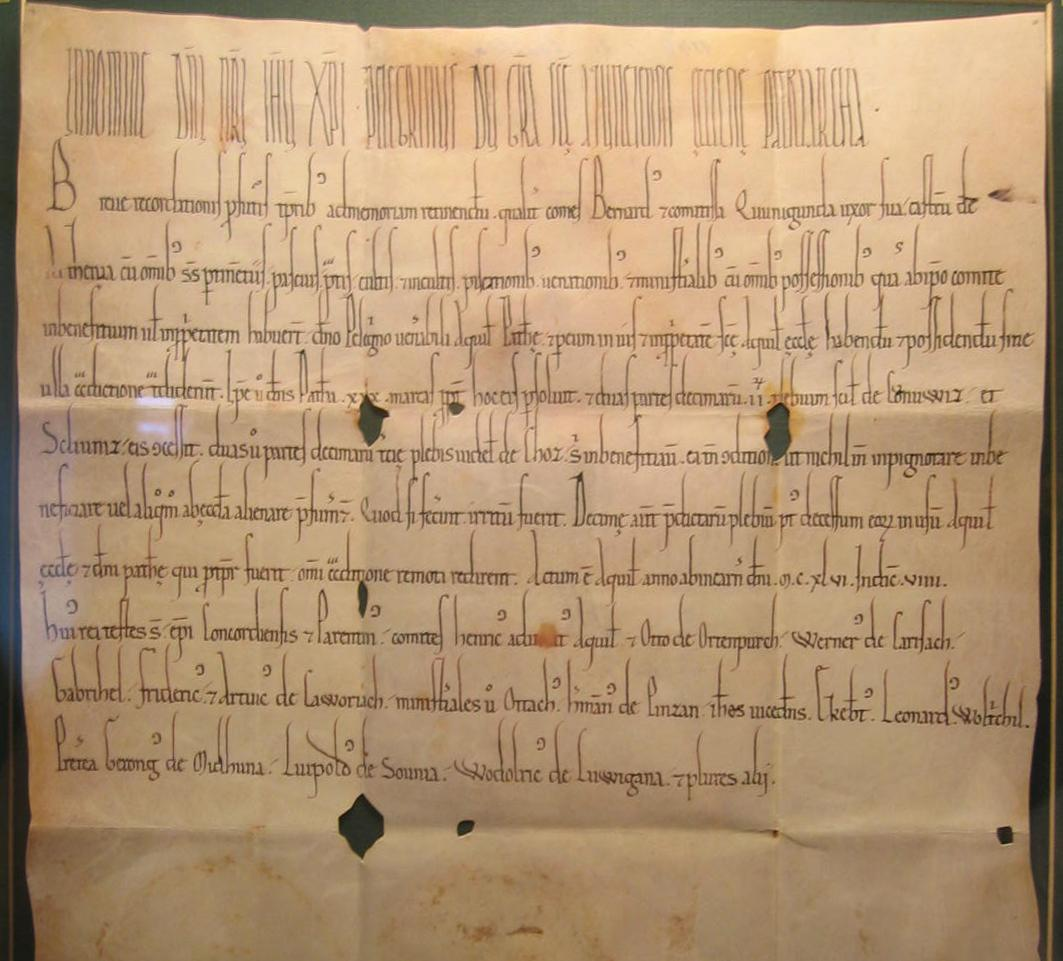
In dieser Urkunde des Patriarchen von Aquileia von 1146 erscheint ein „Wodolricus de Luwigana“, womit zum ersten Mal der Name der späteren Stadt genannt wird.

Im Ostfränkischen und später Heiligen Römischen Reich gehörte das Gebiet um Ljubljana zur Mark Krain. Der Zeitraum zwischen 1112 und 1125 ist die Entstehungszeit der ersten schriftlichen Aufzeichnungen von Laibach. Die erste urkundliche Erwähnung der Stadt stammt aus dem Jahr 1144. Die von den Spanheimern gegründete Siedlung wurde um 1220 erstmals Stadt genannt, 1243 sind ihr Marktrecht und ihre Stadtmauer aktenkundig, 1280 wurden die Einwohner cives (Bürger) genannt.
1270 wurde Laibach von dem böhmischen König Přemysl Ottokar II. erobert, der sich zuvor nach dem Aussterben der Babenberger im Mannesstamm, 1246, deren österreichisches Herrschaftsgebiet untertan gemacht hatte.

#### Habsburgische Herrschaft, Reformation und Gegenreformation

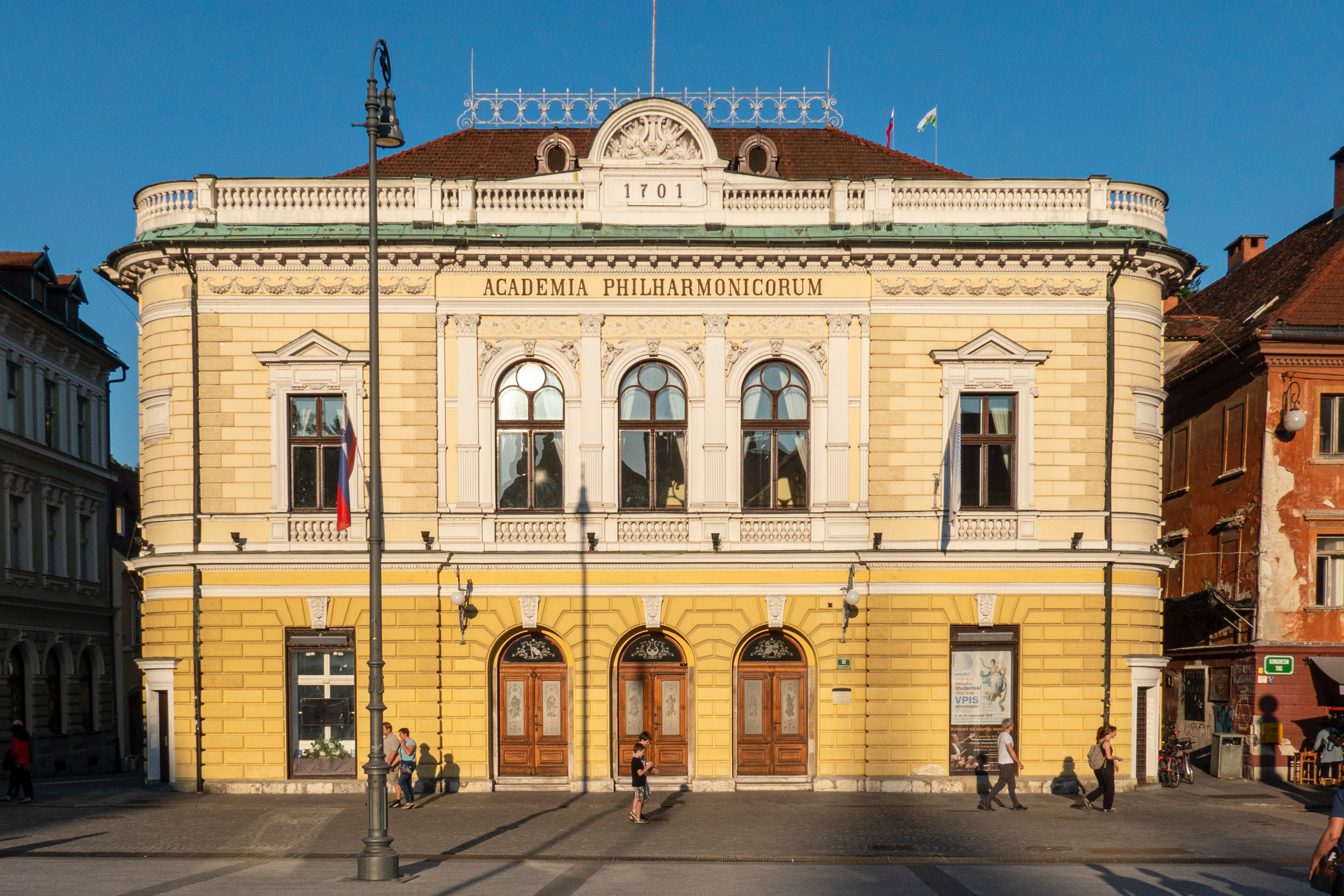
Slowenische Philharmonie, gegründet 1701

1278 ging Laibach nach der Niederlage des Königs Ottokar II. gegen Rudolf von Habsburg in den Besitz der Habsburger über.
1335 wurde Laibach unter den Habsburgern Hauptstadt des zum Heiligen Römischen Reich zählenden Herzogtums Krain. Im Jahr 1415 widerstand Laibach einer türkischen Invasion.
Im Jahr 1461 wurde die Diözese Laibach gegründet (siehe auch: Liste der Bischöfe von Ljubljana) und die Kirche St. Nikolaus wurde zur Kathedrale. 1504 fand die Wahl des ersten Bürgermeisters statt. 1511 erlebte Laibach sein erstes großes Erdbeben.
Die erste reformatorische Predigt wurde spätestens 1523 gehalten. Gefördert durch die Krainer Landstände errichteten Protestanten im Jahr 1536 eine professionelle Lateinschule im Range eines Gymnasiums. Prägend für die reformatorische Entwicklung war neben dem Humanismus vor allem der slowenische Reformator Primož Trubar (Primus Truber, 1508–1586) durch seine in slowenischer Sprache gehaltenen reformatorischen Predigten. Mit seinem umfangreichen, slowenisch abgefassten Schriftwerk gilt er als Begründer der slowenischen Schriftsprache.
2016 wurde Ljubljana durch die Gemeinschaft Evangelischer Kirchen in Europa der Ehrentitel „Reformationsstadt Europas“ verliehen.
Nachdem 1597 die Jesuiten in Laibach eintrafen, die zwei Jahre später ihr eigenes Gymnasium errichteten, kam die Reformation Trubars in Slowenien im ersten Drittel des 17. Jahrhunderts an ihr Ende. Mit der Gegenreformation wurde das Kirchen- und Schulministerium in Laibach geschlossen, evangelische Prediger wurden ausgewiesen, eine Religions-Reformationskommission wurde eingerichtet und der konversionsunwillige Adel des Landes verwiesen. Zu evangelischen Gemeindeneugründungen kam es – ermöglicht durch das Toleranzpatent Josephs II. von 1781 – in Laibach in der Mitte des 19. Jahrhunderts. Seit 1945 existiert die Slowenische Kirche A.B. (Augsburger Bekenntnisses).
1693 erfolgte die Gründung der Academia Operosum, einer Vereinigung der angesehensten Gelehrten, und 1701 die Gründung der Academia Philharmonicorum.
1754 lag die Bevölkerungszahl der Stadt bei 9.300 Einwohnern. 1773 bis 1781 wurden der Gruberkanal (Gruberjev kanal) und der Gruber-Palast (Gruberjeva palača) erbaut. 1797 wurde die erste Tageszeitung von Slowenien herausgegeben.

Plan von Laibach aus dem Jahr 1745

### Kaisertum Österreich

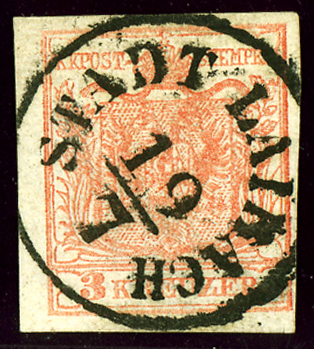
Briefmarke der österreichischen Wappenausgabe 1850 mit Ortsstempel von Laibach

1804 wurde Laibach Teil des neu proklamierten Kaisertums Österreich. Nach dem Frieden von Schönbrunn musste die Stadt mit dem Umland an das napoleonische Frankreich abgetreten werden, und die Stadt wurde unter dem Namen Laybach 1809 bis 1813 Hauptstadt der Illyrischen Provinzen Frankreichs. 1814/15 kehrte sie mit dem Wiener Kongress wieder zu Österreich zurück.
1810 erfolgte die Gründung des Botanischen Gartens. 1821 fand auf Einladung von Kaiser Franz I. der Laibacher Kongress der Heiligen Allianz statt. Am 4. Oktober 1831 konnte der Präsident der Landwirtschaftlichen Gesellschaft für Krain, Franz von Hohenwart, in Laibach im Beisein des Landesgouverneurs Joseph Camillo von Schmidburg das Landesmuseum eröffnen.
Im Jahr 1849 wurde die Eisenbahnverbindung Laibach–Wien, die österreichische Südbahn, erbaut und 1857 als Verlängerung die Verbindung Laibach–Triest.
Im Jahr 1861 erfolgte die Einführung der öffentlichen Gasbeleuchtung und 1890 der Bau der öffentlichen Wasserversorgung. Nach einem verheerenden Erdbeben verpflichtete sich Laibach 1895 zu einem modernen Aussehen. 1898 wurde die öffentliche elektrische Beleuchtung eingeführt. Drei Jahre später, 1901, folgte die Einführung der elektrischen Straßenbahn in Laibach.
Im Jahr 1900 hatte Laibach inklusive Garnison 36.547 Einwohner. Davon waren 29.733 slowenisch- (81 %) und 5.423 deutschsprachig (15 %).
Vor dem Ersten Weltkrieg war Laibach österreichisch-ungarische Garnisonstadt. Im Jahre 1914 waren hier ganz oder in Teilen stationiert: der Stab der k. u. k. 28. Infanterie Truppen Division, das k.u.k. Krainische Infanterie-Regiment Nr. 17, das k.u.k. Steirische Infanterie-Regiment Nr. 27, das k.k. Landwehr Infanterie-Regiment Nr. 27 und das k.u.k. Feldkanonen Regiment Nr. 7. Die strategischen Entscheidungen für die Italienfront, insbesondere für die Isonzofront, wurden vom Armeekommando in Laibach getroffen, wo unter anderen Feldmarschall Boroević und der spätere österreichische Bundespräsident Körner tätig waren.

### Königreich der Serben, Kroaten und Slowenen und Königreich Jugoslawien
Ende Oktober 1918 wurde Ljubljana Teil des neu gegründeten Königreichs der Serben, Kroaten und Slowenen. 1919 erfolgte die Gründung der Universität von Ljubljana. 1929 wurde Ljubljana Hauptstadt der Banschaft Drau (Dravska banovina) im Königreich Jugoslawien.

### Italienische Annexion und deutsche Besetzung
Nach dem Überfall auf Jugoslawien im Zweiten Weltkrieg wurde am 3. Mai 1941 Ljubljana mit dem ehemaligen jugoslawischen General Leon Rupnik als Bürgermeister unter der Bezeichnung Lubiana Hauptstadt der annektierten italienischen Provincia di Lubiana. Der Großteil der Laibacher Deutschen, das waren rund 2.400 Personen, wurde im Winter 1941/42 auf Grund eines Abkommens zwischen Adolf Hitler und Benito Mussolini ins Großdeutsche Reich umgesiedelt, mehrheitlich in die Oberkrain und die Untersteiermark.
Im Jahr 1942 riegelten italienische Truppen die Stadt mit Stacheldrahtzaun und Wachtürmen ab und durchkämmten sie danach mehrfach im Rahmen der italienischen Repression gegen den slowenischen Widerstand. Bis zur Kapitulation Italiens beim Waffenstillstand von Cassibile im September 1943 wurden etwa achtzehn Prozent der Bevölkerung von Lubiana in italienische Konzentrationslager deportiert.
Nach der Kapitulation Italiens ging sie in deutsche Kontrolle über (SS-General Erwin Rösener und Friedrich Rainer als Chef der Zivilverwaltung) bis zur vollständigen Kapitulation der Wehrmacht am 8. Mai 1945.

### Massengräber in Ljubljana
Während und direkt nach dem Zweiten Weltkrieg fanden auf dem Gebiet des heutigen Slowenien Massentötungen statt. Die Opfer waren deutsche Kriegsgefangene, zwangsrepatriierte Soldaten der slowenischen Heimwehr und weitere, den jeweiligen Machthabern unliebsame Menschen. Die Getöteten wurden in Massengräbern abgelegt.
Meistens wurde ihre Existenz zwischen 1945 und 1990 geheim gehalten. Heute sind sie in Slowenien auch unter den Bezeichnungen „verborgene Gräberfelder“ (slowenisch: prikrita grobišča) oder „stille Gräberfelder“ (zamolčana grobišča) bekannt. Einige der Stätten gehören zu den größten Massengräbern Europas. Fast 600 solcher Stätten wurden von der Kommission für verborgene Massengräber in Slowenien (Komisija Vlade Republike Slovenije za reševanje vprašanj prikritih grobišč) registriert. Historiker schätzen, dass es insgesamt bis zu 750 Massengräber mit Hinrichtungsopfern gibt. Diese enthalten die Überreste von bis zu 100.000 Opfern.
Auf dem Gebiet der Stadtgemeinde Ljubljana wurden zwanzig Massengräber aus der Zeit des Zweiten Weltkriegs gefunden, und zwar fünf in der Stadt Ljubljana selbst, sowie vier bzw. 11 in den zur Stadtgemeinde gehörenden Ortschaften Pance und Selo pri Pancah.

### Sozialistische Föderative Republik Jugoslawien
Am 9. Mai 1945 erfolgte die formale Auflösung der Provincia di Lubiana. 1945 mussten die verbliebenen Laibacher Deutschen ebenso wie die übrigen Sloweniendeutschen auf Grund der AVNOJ-Beschlüsse das Land verlassen. Zahlreiche Menschen wurden ermordet.
Im Jahr 1945 wurde Ljubljana Hauptstadt der Volksrepublik Slowenien in der Föderativen Volksrepublik Jugoslawien.
1958 startete der erste slowenische Fernsehsender mit regelmäßigen Übertragungen und in diesem Jahr wurde die Straßenbahn stillgelegt; der Büroturm S2 wurde 1978 fertiggestellt. 1980 starb der jugoslawische Staatspräsident Josip Broz Tito in Ljubljana.

### Republik Slowenien
Im Jahr 1991 feierte die Stadt Sloweniens Unabhängigkeit. Die österreichischen Journalisten Norbert Werner und Nikolas Vogel starben in Ljubljana am 28. Juni 1991 während des 10-Tage-Krieges am Flughafen Ljubljana als Opfer eines Raketenangriffes der jugoslawischen Volksarmee auf ihr Auto. Im Rahmen der Feier anlässlich des endgültigen Beitritts Sloweniens zum Schengen-Raum im Jahr 2008 gedachte Premierminister Janez Janša auf dem Flugfeld von Ljubljana der beiden Toten.
2002 fand das Gipfeltreffen Bush/Putin in Ljubljana statt.
Nur wenige Wochen nach Entdeckung eines neuen Massengrabes mit über 4000 von Tito-Partisanen Ermordeten in einem slowenischen Bergwerk beschloss der Stadtrat von Ljubljana mit der Mehrheit der Linksparteien im April 2009, wieder eine Straße nach Josip Broz Tito zu benennen, nachdem bereits von 1952 bis 1954 die heutige Slovenska cesta (Slowenische Straße) nach ihm benannt war.

## Wappen
| Wappen von Ljubljana | Blasonierung: „Grb Mestne občine Ljubljana je istovetnostni simbol, ki predstavlja Mestno občino Ljubljana in označuje pripadnost Mestni občini Ljubljana. Grb Mestne občine Ljubljana je upodobljen na ščitu poznogotskega stila, sanitske oblike. Dno rdečega ščita pokriva zeleni trohrib, na katerem stoji tristrano srebrno obzidje, ki ga zgoraj zaključuje zidni venec s sedmimi cinami; sredina obzidja ima polkrožni vhod s privzdignjeno zlato zaporno rešetko, stranski steni pa nosita po eno, zgoraj polkrožno okno; dve vidni steni srebrnega stolpa nad obzidjem nosita zgoraj po eno črno pravokotno okno, nadkrito z zidnim vencem s petimi cinami; na njih čepi zeleni lintver v napadalni drži s privzdignjenimi netopirastimi perutmi in enkrat zavitim puščičastim repom tako, da se s kremplji oklepa druge in četrte cine. Zlati trak na zunanjem robu ščita služi grbu le v okras.“ (deutsch: „Das Wappen der Stadtgemeinde Ljubljana ist ein Identitätssymbol, das die Stadtgemeinde Ljubljana repräsentiert und die Zugehörigkeit zur Stadtgemeinde Ljubljana anzeigt. Das Wappen der Stadtverwaltung von Ljubljana ist auf einem spätgotischen Schild mit Motiven abgebildet. Die Basis des roten Schildes wird von einem grünen Dreifachhügel bedeckt, auf dem eine dreiteilige silberne Mauer steht, die von einem Kranz aus sieben Zinnen gekrönt wird; in der Mitte der Mauer befindet sich ein halbkreisförmiger Eingang mit einem hochgezogenen goldenen Gitter, und an den beiden Seitenwänden befindet sich jeweils ein einzelnes, oben halbrundes Fenster; die beiden sichtbaren Wände des silbernen Turms oberhalb der Mauer tragen oben je ein schwarzes rechteckiges Fenster, das von einem Mauerkranz mit fünf Zinnen überragt wird; darauf befindet sich ein grüner Drachen in Angriffshaltung, mit erhobenen, unbefiederten Flügeln und einem einzelnen Pfeilschwanz, der so eingerollt ist, dass er sich mit seinen Krallen an der zweiten und vierten Zinne festhält. Das goldene Band am äußeren Rand des Schildes dient nur zur Verzierung.“) |
| Wappen von Ljubljana | Wappenbegründung: „Der Drache im Stadtwappen geht auf eine Legende zurück, der zufolge der griechische Held Jason nach dem Raub des Goldenen Vlieses zur Quelle des Flusses Ljubljanica gelangt sei und dort einen Drachen im Kampf besiegt habe. Jason gilt demnach als legendärer erster Bewohner L[jubljana]s, der Drache ist Symbol der Stadt.“ (Sabine Rutar) Die Verwendung des Wappens, der Flagge und des Namens der Stadtgemeinde Ljubljana sowie des Wappens von Ljubljana ist in der Verordnung über das Wappen, die Flagge und den Namen der Stadtgemeinde Ljubljana sowie das Wappen von Ljubljana geregelt, die vom Stadtrat der Stadtgemeinde Ljubljana in seiner 15. Sitzung am 23. April 2012 angenommen und im Amtsblatt der Republik Slowenien Nr. 32/12 veröffentlicht wurde. |

## Kultur und Sehenswürdigkeiten

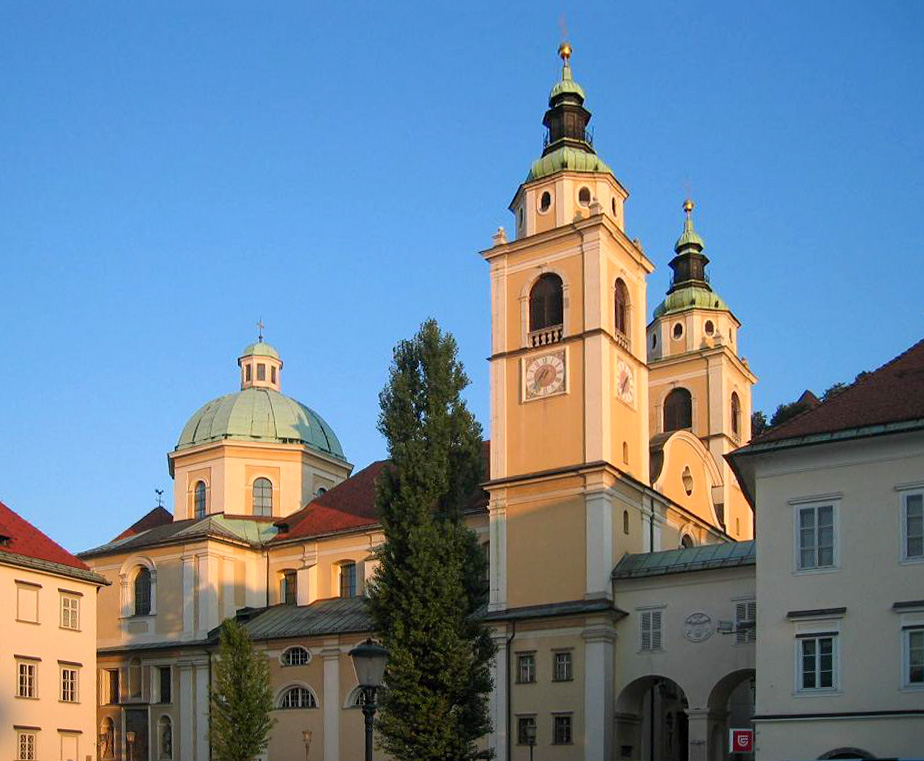
Der Ljubljanaer Dom

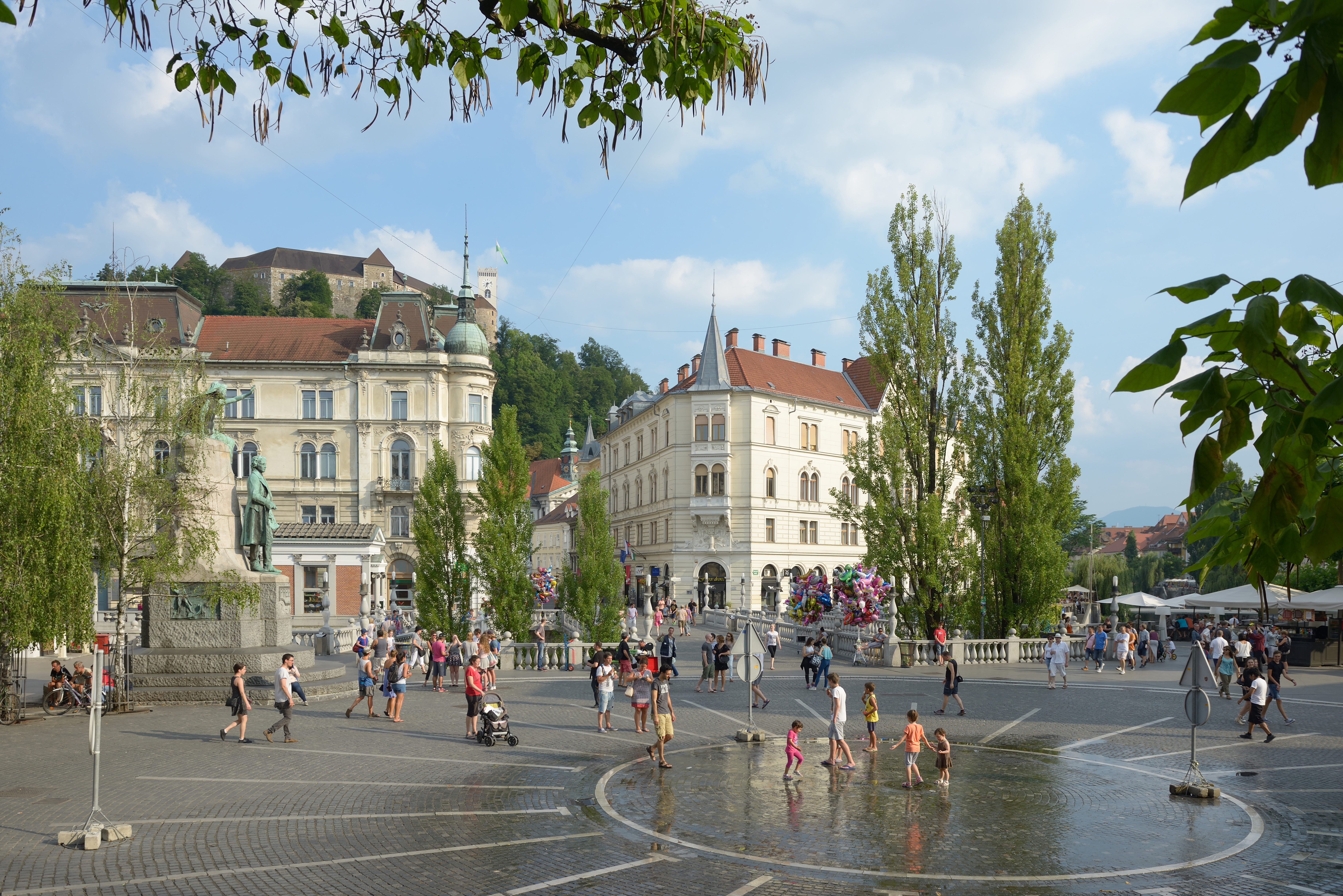
Prešerenplatz in der Altstadt

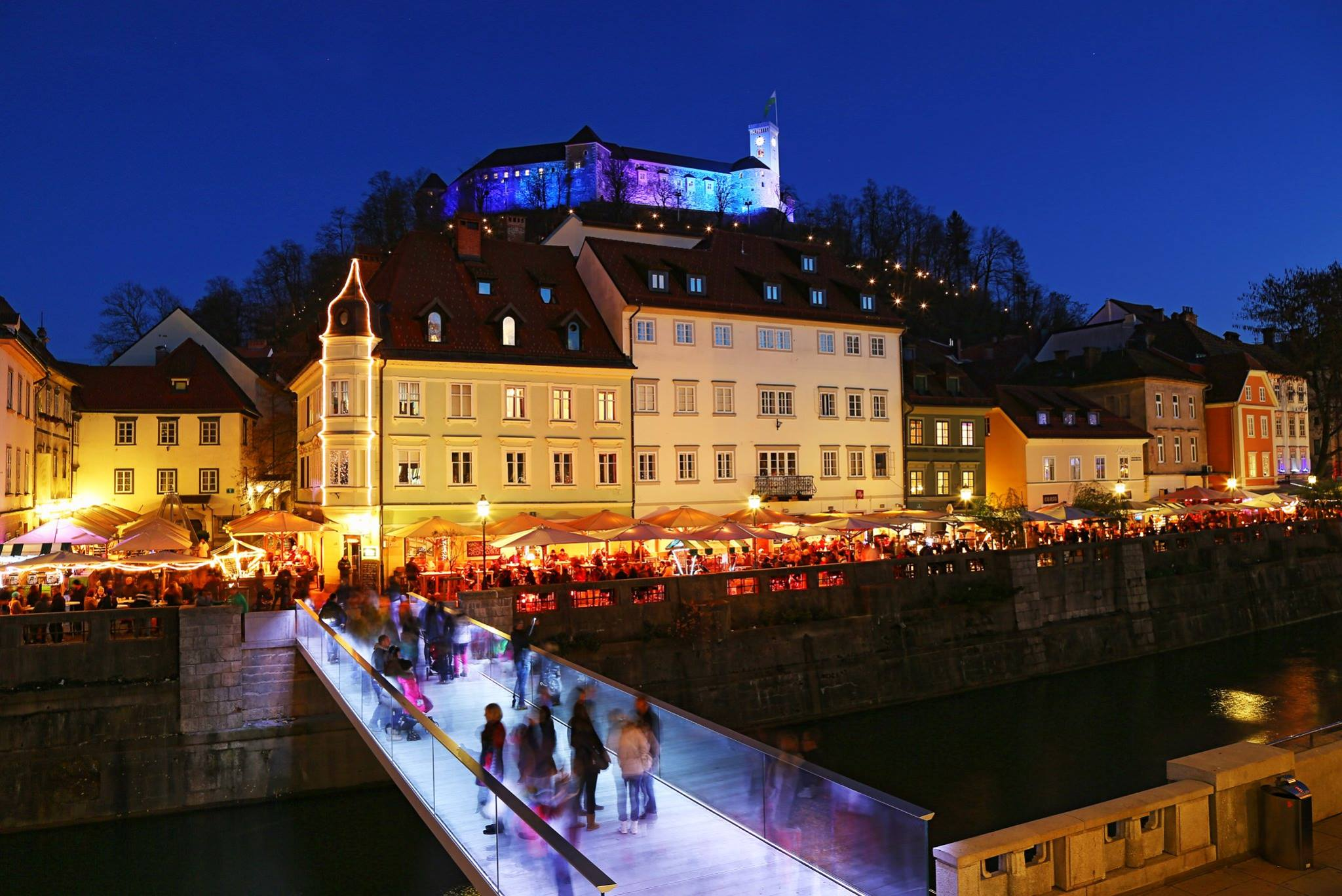
Restaurants am Ufer der Ljubljanica, dahinter ist die Burg zu erkennen

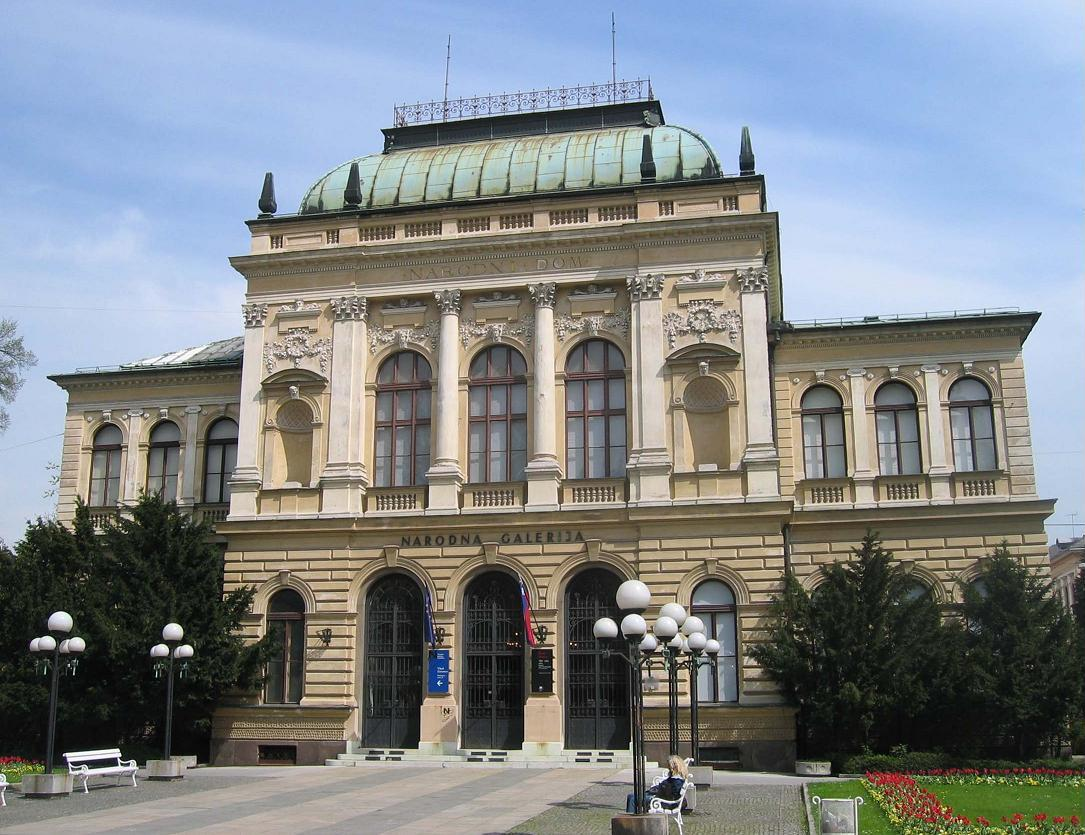
Slowenische Nationalgalerie

Die Stadt ist berühmt für ihre von Jože Plečnik geplanten Architekturdenkmäler sowie für ihre gut erhaltene Innenstadt, darunter:
- die Altstadt (unter Denkmalschutz),
- Bauten von Jože Plečnik, wie die Drei Brücken (Tromostovje), NUK – die slowenische Nationalbibliothek, der Friedhof Žale, Kreuzlinge (Križanke)
- der Tivoli-Park
- die Ljubljanaer Burg (12.–17. Jh.)
- der Dom St. Nikolaus nach Plänen des römischen Jesuiten Andrea Pozzo,
- das Erzbischöfliche Palais
- die Franziskanerkirche Mariä-Verkündigung am Prešerenplatz (Prešernov trg, benannt nach France Prešeren),
- das Rathaus,
- die Serbisch-Orthodoxe Kirche St. Kyrill & Methodius,
- die Slowenische Nationalgalerie,
- das Kunstmuseum Moderna Galerija,
- das Stadtmuseum (Mestni muzej),
- das Museum für neuere Geschichte Sloweniens,
- die Drachenbrücke (Zmajski most).

Ljubljana ähnelt einerseits einer österreichischen Stadt, hat aber durch seine Altstadt, durch Plečniks Kulturkreise verbindende Architektur, durch die vielen Cafés am Fluss und das gemäßigte Klima spezielles mediterranes Flair. Der historische Stadtkern wurde 2007 für den motorisierten Verkehr gesperrt; die Uferböschung der Ljubljanica (der Fluss durch das Stadtzentrum) wurde mit Promenaden neu gestaltet.
Im Sommer, besonders im August, finden verschiedene Musikveranstaltungen in der Altstadt und auf der Burg, unter anderem die Musikakademie Ljubljana und seit 1960 ein jährliches Jazz-Festival statt.
Südlich der Šentjakobski most (der St.-Jakobs-Brücke zwischen den Straßen Zoisova cesta und Karlovška cesta) liegen auf der westlichen Flussseite die Ljubljanica-Terrassen, ein beliebter Treffpunkt am Wochenende.
Sehenswert ist der Markt rund um den Dom, besonders samstags. Ebenfalls erwähnenswert sind der unter den Kolonnaden versteckte Fischmarkt und ein Sonderbereich im Gebäude gegenüber den Kolonnaden. Samstags findet ein Kunstflohmarkt zwischen den drei Brücken und der Čevljarski most (der Schusterbrücke) statt. Ljubljana besitzt auch ein sehenswertes Eisenbahnmuseum mit einer umfangreichen Sammlung historischer Dampflokomotiven.
Metelkova ist das Zentrum der alternativen Kulturszene. Auf dem ehemaligen Kasernengelände leben Künstler und Studenten der Akademie für Theater, Radio, Film und Fernsehen, dort finden Ausstellungen und andere Veranstaltungen statt. Die seit 1993 andauernde „Besetzung“ des Geländes wird von der Stadt Ljubljana geduldet.
Am Südrand des Waldhügels Rožnik befindet sich der Zoo Ljubljana, ca. 30 Gehminuten vom Stadtzentrum entfernt.
Auf dem Schlossberg über der Innenstadt befindet sich das im Mittelalter entstandene Laibacher Schloss (slowenisch Ljubljanski grad), das heute für kulturelle Veranstaltungen und als Sitz verschiedener Museen genutzt wird.

## Bevölkerung
Die Bevölkerung der Stadt bestand seit dem Hochmittelalter vor allem aus Deutschsprachigen. Nach 1848 fungierte die Stadt als kultureller Mittelpunkt der Slowenen. Zur Volkszählung im Jahr 1880 waren die 5.658 Deutschsprachigen (23 % der Bevölkerung) bereits eine Minderheit.
Bei der Volkszählung 2002 waren 84,1 % der Einwohner von Ljubljana slowenische Staatsbürger, 7,5 % Bosnier, 3,5 % Kroaten, 3,2 % Serben, 0,7 % EU-Bürger (damals EU-15), 0,6 % Nordmazedonier und 0,5 % andere.
Slowenisch ist alleinige Amtssprache der Stadtgemeinde Ljubljana und wurde bei dieser Volkszählung von 78,9 % der Bevölkerung als Muttersprache angegeben. Ferner sprachen nach eigenen Angaben 4,1 % Serbisch, 3,9 % Kroatisch, 3,9 % Serbokroatisch, 3,4 % Bosnisch und 1,9 % sonstige Sprachen.
| Jahr | Einwohner | Anmerkungen                                                                          |
| ---- | --------- | ------------------------------------------------------------------------------------ |
| 1788 | 10.047    | mit den Vorstädten                                                                   |
| 1835 | 13.000    | einschließlich der acht Vorstädte                                                    |
| 1887 | 26.026    | ohne Militär (1200 Mann), in 1231 Häusern                                            |
| 1900 | 36.547    | einschließlich des Militärs (2592 Mann), meist slowenische Einwohner (5423 Deutsche) |

## Geografie

### Lagebeschreibung
Ljubljana liegt auf 298 m. i. J. am Rande des Laibacher Beckens an der Ljubljanica (Laibach), die noch im Stadtgebiet in die Save mündet. Südlich tut sich der Karst auf, nach Norden erlaubt das Becken freien Blick in die Karawanken und die Steiner Alpen.
Südwestlich erstreckt sich die Ebene des teilweise trockengelegten Laibacher Moores (Ljubljansko barje).
Die Altstadt liegt an einer Schlinge der Ljubljanica um den Schlossberg. Zur Erleichterung der damaligen Schifffahrt wurde diese Schlinge im Jahr 1750 durch den Gruberkanal (Gruberjev Prekop) abgeschnitten.

### Stadtgliederung
Siehe Hauptartikel Stadtgemeinde Ljubljana

#### Stadtbezirke
Ljubljana bestand lange Zeit aus fünf unabhängigen Gemeinden (Bežigrad, Ljubljana Center, Moste-Polje, Šiška und Vič-Rudnik). Mit der Gemeindereform 1996 wurde die Stadt in 17 Stadtbezirke (slowenisch Četrtne skupnosti, Sg.: Četrtna skupnost) untergliedert. Die Verwaltungsstellen dieser Stadtbezirke sammeln Vorschläge der Bürger und übermitteln sie an die zuständigen Ämter der Stadtregierung. Sie beteiligen sich auch an der Vorbereitung und Durchführung der Tätigkeiten der Stadtverwaltung auf ihrem jeweiligen Gebiet.

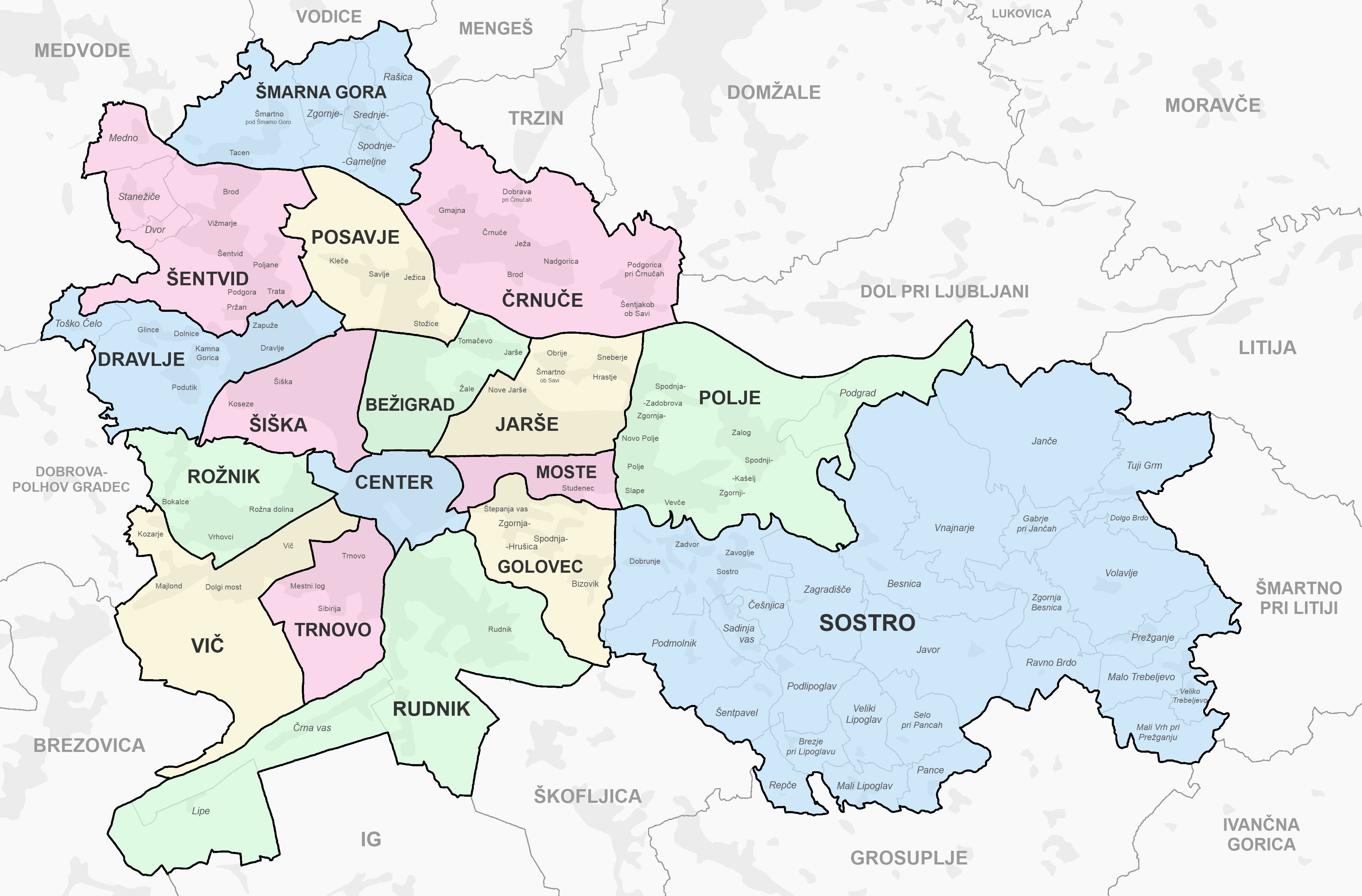
Stadtteile von Ljubljana

| Nr.                     | Četrtna skupnost Stadtbezirk | Fläche km² | Einwohner 31. Dezember 2020 | Einwohner pro km² |
| ----------------------- | ---------------------------- | ---------- | --------------------------- | ----------------- |
| 1                       | Bežigrad                     | 7,24       | 35.290                      | 4874              |
| 2                       | Center                       | 5,07       | 25.912                      | 4893              |
| 3                       | Črnuče                       | 18,10      | 12.000                      | 663               |
| 4                       | Dravlje                      | 11,11      | 15.735                      | 1416              |
| 5                       | Golovec                      | 8,27       | 12.219                      | 1478              |
| 6                       | Jarše                        | 9,06       | 14.767                      | 1630              |
| 7                       | Moste                        | 3,40       | 21.780                      | 6406              |
| 8                       | Polje                        | 22,10      | 20.831                      | 943               |
| 9                       | Posavje                      | 9,05       | 9.907                       | 1095              |
| 10                      | Rožnik                       | 8,35       | 17.535                      | 2100              |
| 11                      | Rudnik                       | 25,48      | 14.405                      | 565               |
| 12                      | Sostro                       | 88,56      | 7.080                       | 80                |
| 13                      | Šentvid                      | 15,83      | 14.368                      | 908               |
| 14                      | Šiška                        | 7,36       | 36.091                      | 4904              |
| 15                      | Šmarna gora                  | 14,43      | 5.051                       | 350               |
| 16                      | Trnovo                       | 7,18       | 17.186                      | 2393              |
| 17                      | Vič                          | 14,38      | 14.307                      | 995               |
| Stadtgemeinde Ljubljana | Stadtgemeinde Ljubljana      | 274,97     | 294.464                     | 1071              |

#### Historische Stadtteile
Außerdem gibt es noch eine Vielzahl an historischen Stadtteilen, die heutzutage meist bereits zur Kernstadt gezählt werden (in Klammern der jeweilige deutsche Name):
| - Bežigrad (Beschigrad, Bezigrad) - Bizovik (Wisowik) - Breg (Breg) - Črnuče (Tschernutsch) - Dobrunje (Dobruine) - Fužine (Kaltenbrunn) - Glinice (Gleinitz) - Gunclje (Gunzle) - Hrušica (Birnbaum) - Ježica (Jeschitzach) - Kašelj (Kaschel) - Moste (Brücken) | - Nadgorica (Oberhügel) - Nove Jarše (kein deutscher Name) - Podgorica (Unterhügel) - Poljane (Pollan) - Polje (Feld) - Rakovnik (Steinbüchel) - Rožna Dolina (Blumenthal) - Rudnik (Rudnick) - Šentjakob (St. Jakob) - Šentvid (St. Veit an der Save) - Šiška (Schischka) - Slape (Slape) | - Šmarna gora (Gallenberg, Kahlenberg) - Šmartno ob Savi (St. Martin an der Save) - Šmartno pod Šmarno goro (St. Martin unter Gallenberg, St. Martin unter dem Kahlenberg) - Sostro (Osterberg) - Štepanja vas (Stephansdorf) - Studenec (Brunndorf) - Tacen (Tatzen) - Vevče (Josephsthal) - Vič (Weitsch) - Vižmarje (Schrottenthurn) - Zadobrova (Sadobrowa) - Zalog (Kaltenborn) |

## Städtepartnerschaften

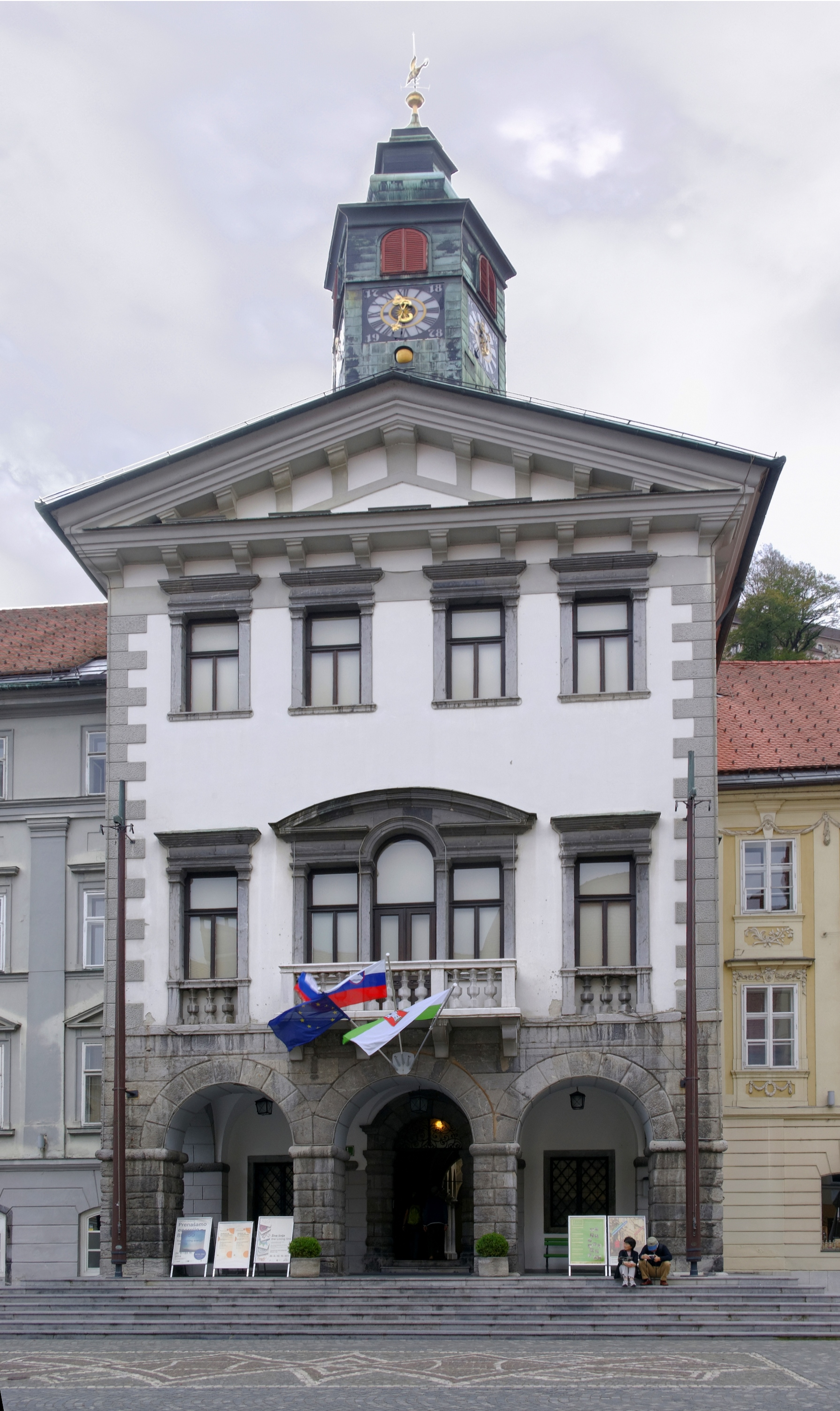
Rathaus (Mestna hiša oder Rotovž) auf dem Mestni trg, dem Stadtplatz in der Altstadt

### Klima
|                       | Jan  | Feb  | Mär  | Apr  | Mai  | Jun  | Jul  | Aug  | Sep  | Okt  | Nov | Dez  |   |      |
| Mittl. Tagesmax. (°C) | 1,4  | 4,9  | 10,2 | 15,6 | 20,2 | 24,0 | 26,4 | 25,7 | 21,8 | 15,0 | 7,7 | 3,1  | ⌀ | 14,7 |
| Mittl. Tagesmin. (°C) | −4,7 | −3,8 | 0,0  | 4,3  | 8,8  | 12,2 | 13,7 | 13,2 | 10,3 | 5,8  | 2,0 | −2,0 | ⌀ | 5    |
|                       |      |      |      |      |      |      |      |      |      |      |     |      |   |      |
| Niederschlag (mm)     | 89   | 89   | 76   | 98   | 121  | 134  | 116  | 126  | 143  | 150  | 131 | 114  | Σ | 1387 |
|                       |      |      |      |      |      |      |      |      |      |      |     |      |   |      |
| Sonnenstunden (h/d)   | 1,5  | 2,7  | 4,0  | 5,3  | 6,6  | 7,3  | 8,1  | 7,4  | 5,1  | 3,4  | 1,4 | 0,9  | ⌀ | 4,5  |
|                       |      |      |      |      |      |      |      |      |      |      |     |      |   |      |
| Regentage (d)         | 9    | 8    | 8    | 10   | 12   | 11   | 10   | 9    | 8    | 10   | 11  | 10   | Σ | 116  |
|                       |      |      |      |      |      |      |      |      |      |      |     |      |   |      |
| Luftfeuchtigkeit (%)  | 88   | 83   | 79   | 77   | 77   | 77   | 77   | 80   | 84   | 87   | 89  | 91   | ⌀ | 82,4 |

| −4,7 |

| −3,8 |

| 0,0 |

| 4,3 |

| 8,8 |

| 12,2 |

| 13,7 |

| 13,2 |

| 10,3 |

| 5,8 |

| 2,0 |

| −2,0 |

| −4,7 |

| −3,8 |

| 0,0 |

| 4,3 |

| 8,8 |

| 12,2 |

| 13,7 |

| 13,2 |

| 10,3 |

| 5,8 |

| 2,0 |

| −2,0 |

## Wirtschaft und Infrastruktur

### Wirtschaft
Ljubljana ist das wichtigste Wirtschaftszentrum Sloweniens, es ist Sitz der Ljubljanska borza, der einzigen Börse des Landes, sowie der meisten der großen Unternehmen in Slowenien wie Mercator, Petrol, Hisense Gorenje Europe, Telekom Slovenije sowie Lek.
In einer Rangliste der Städte nach ihrer Lebensqualität belegte Ljubljana im Jahre 2018 den 75. Platz unter 231 untersuchten Städten weltweit.

### Verkehr

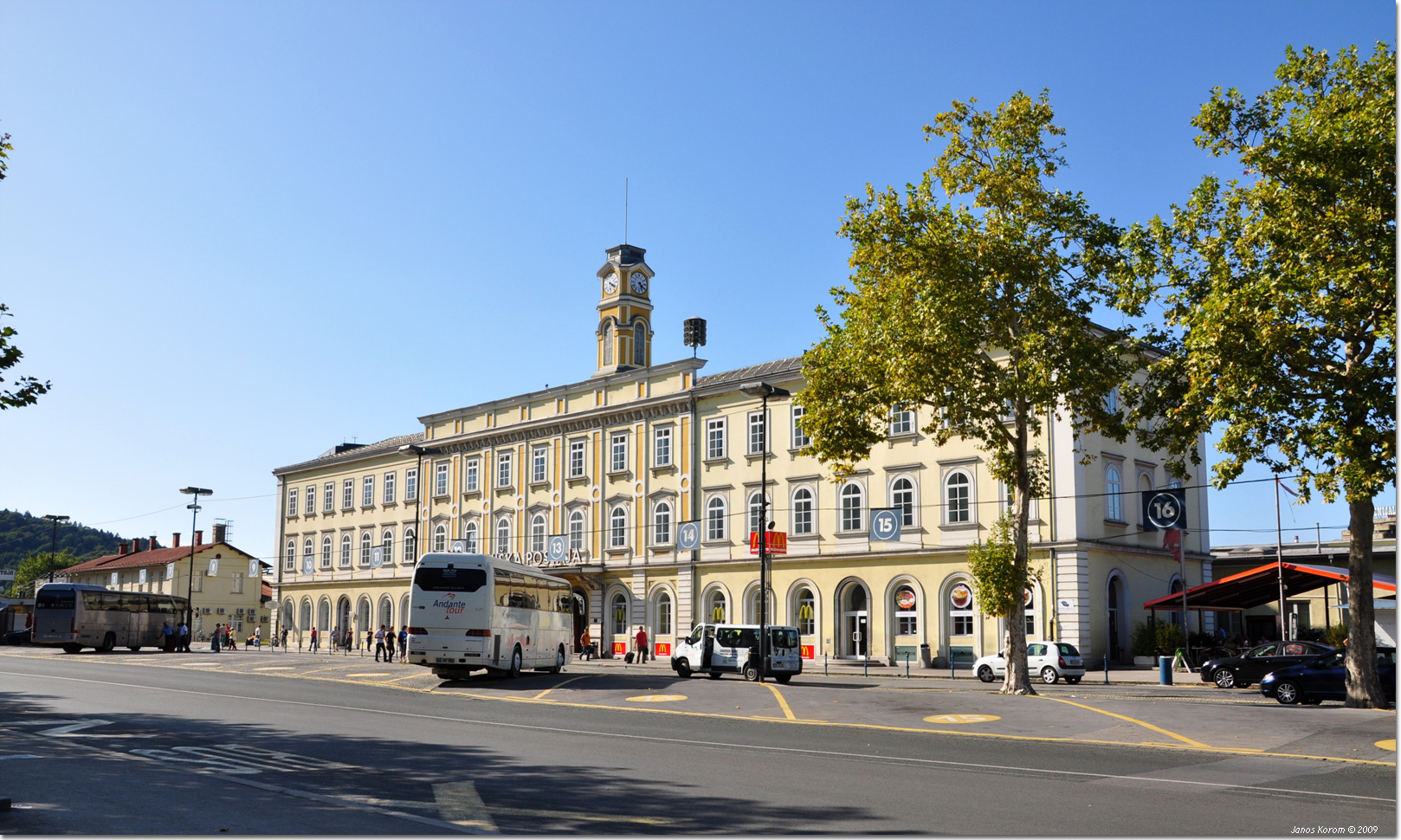
Hauptbahnhof, davor der zentrale Omnibusbahnhof

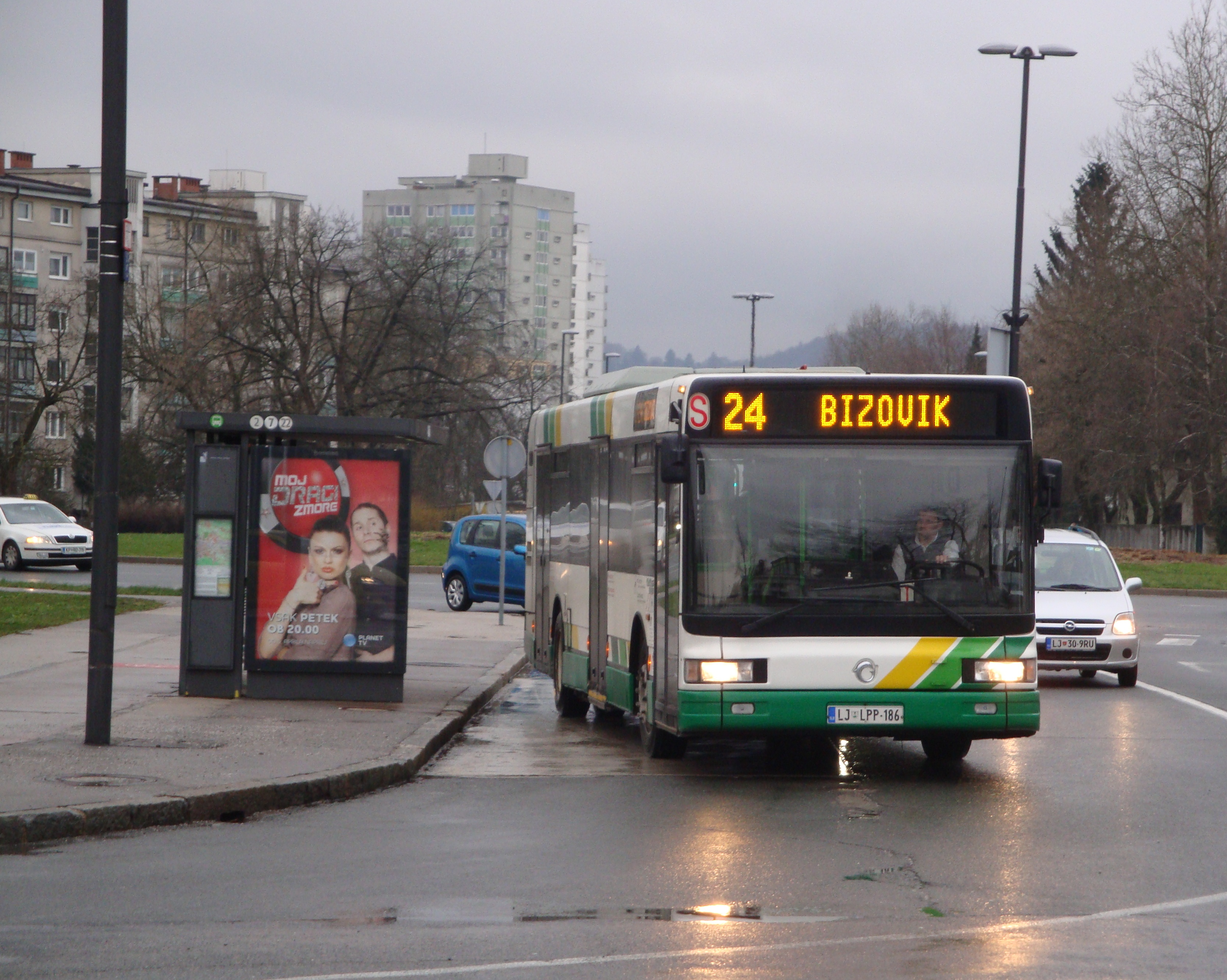
Bus für den öffentlichen Nahverkehr

#### Straße
Ljubljana hat eine wichtige Funktion als internationaler Verkehrsknotenpunkt südlich der Alpen für die Verkehrsströme zwischen Italien und Ungarn sowie von Österreich nach Kroatien und bildete zu jugoslawischer Zeit den Beginn des sogenannten Autoput. Es gibt heute einen Autobahnring sowie vier sternförmig von diesem ausgehende Autobahnen (Richtung Karawankentunnel/Klagenfurt, Maribor, Zagreb und Koper/Triest).
Der historische Stadtkern Ljubljanas wurde 2007 für den motorisierten Verkehr gesperrt.

#### Flugverkehr
Der internationale Flughafen liegt 15 km nördlich des Zentrums bei Brnik.

#### Schienenverkehr
Der Bahnhof Ljubljana ist zentraler Eisenbahnknoten in Slowenien und wichtigster Knoten des öffentlichen Verkehrs der Stadt. Ljubljana liegt an der zweigleisigen Hauptbahn Maribor–Triest (erbaut von der k.k. Südlichen Staatsbahn), eine eingleisige Hauptstrecke (siehe auch: Bahnstrecke Tarvisio–Ljubljana) führt über Jesenice (Karawankentunnel: Grenzübergang mit Österreich) nach Villach. Beide Strecken sind elektrifiziert und ermöglichen über die genannten Städte hinaus auch tägliche Fernverkehrsverbindungen Richtung Belgrad, Frankfurt am Main, München, Prag, Pula, Rijeka, Salzburg, Stuttgart, Venedig, Wien, Zagreb und Zürich. Außerdem gibt es noch je eine nicht elektrifizierte Strecke nach Karlovac (über Novo mesto) und nach Kamnik.

#### ÖPNV
Der städtische Nahverkehr wird ausschließlich mit Omnibussen abgewickelt, im Volksmund „Trola“ genannt, da es in den sechziger Jahren Oberleitungsbusse (Trolleybusse) gab. Die ab 1901 errichtete Straßenbahn Ljubljana (Tramvaj) wurde 1961 eingestellt. Auf Grund zunehmender Verkehrsprobleme (Staus, Parkraummangel) ist die Wiedereinführung eines schienengebundenen Nahverkehrssystems (Stadtbahn) geplant, jedoch wurden die diesbezüglichen Pläne bisher nicht realisiert (Stand 2010).

#### Fahrrad
Der Radverkehr ist im Sommer bedeutend, jedoch durch die Verkehrsplanung stark reglementiert. So gibt es ein Fahrradverbot auf manchen wichtigen Straßen. Auf einigen Abschnitten wurde das Verbot aufgehoben, meistens im Zusammenhang mit dem Bau von zusätzlichen Fahrradwegen – so 2016 auch auf dem südlichen, bisher für den Radverkehr gesperrten Abschnitt der Slovenska cesta.
Seit dem Jahre 2000 gibt es einen kleinen städtischen Alltagsradlerverband.
2012 wurde das Fahrradverleihsystem BicikeLJ (bicikel, umgangssprachlicher Ausdruck für Fahrrad + LJ) eingeführt. Neben einem Jahresabonnement wird auch ein Wochenabonnement angeboten. Jede neu angefangene Fahrt bis maximal 60 Minuten ist kostenfrei. Die Kopplung des Benutzerkontos an eine Urbana-Karte scheint nicht mehr zwingend notwendig.
Seit 2013 sind zahlreiche Straßen, wo zuvor Fahrradverkehr verboten war, unter anderem auch ein Teil der Slovenska cesta, einer der wichtigsten Geschäftsstraßen im Zentrum der Stadt, für den individuellen Autoverkehr gesperrt und nur mit Bussen, Fahrrädern und zu Fuß erreichbar.
2015 wurde Ljubljana vom Verkehrsplanungsunternehmen Copenhagenize Design Company zum ersten Mal als eine fahrradfreundliche Stadt eingestuft.

## Wissenschaft und Bildung

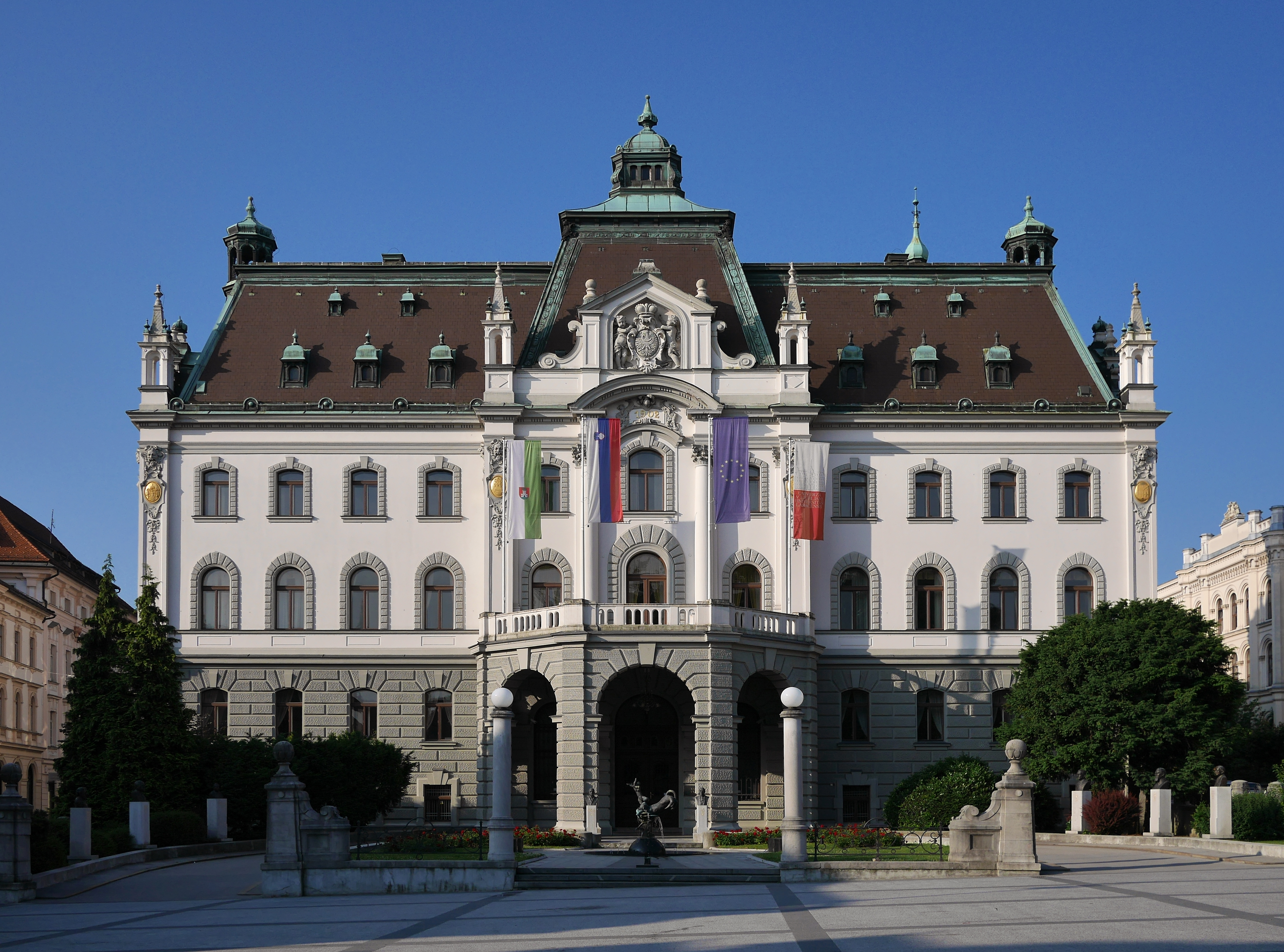
Hauptgebäude der 1919 gegründeten Universität Ljubljana, bis 1918 Sitz des Landtags des Herzogtums Krain

Ljubljana ist Sitz einer der vier Universitäten Sloweniens. Die Universität Ljubljana hatte 2018 knapp 38.000 Studenten, die sich auf 22 Fakultäten verteilten. Damit ist sie die größte Hochschule Sloweniens. Die staatliche Hochschule in ihrer heutigen Form besteht seit 1919, wenngleich es zuvor schon ähnliche Institute gab. Die Musikakademie Ljubljana, die Kunstakademie Ljubljana sowie die Akademie für Theater, Radio, Film und Fernsehen (AGRFT) sind heute Einrichtungen und Teil der Universität Ljubljana.
Die 1938 gegründete Slowenische Akademie der Wissenschaften und Künste befindet sich in Ljubljana. Des Weiteren besteht seit 1992 das Slowenische Institut für ethnische Studien.

## Sport

### Veranstaltungen
Seit 1996 findet im Oktober der Ljubljana-Marathon statt, an dem mittlerweile einschließlich der Nebenwettbewerbe mehr als 10.000 Läufer teilnehmen.

### Bekannte Vereine
- HDD Olimpija Ljubljana: 10-facher slowenischer und 8-facher jugoslawischer Eishockeymeister
- NK Olimpija Ljubljana: Fußballverein
- KK Union Olimpija: bekanntester Basketballverein Sloweniens
- HK Slavija Ljubljana: Eishockeyklub aus dem Vorort Zalog
- Rokometni Klub Krim (auch: RK Krim): Frauen-Handballverein
- RD Slovan Ljubljana: Männer-Handballverein

## Sonstiges
- Ljubljana war der Name eines jugoslawischen Kriegsschiffes der Beograd-Klasse, zerstört 1943.
- Das Heizkraftwerk Ljubljana deckt zu fast 90 % den Fernwärmebedarf der Stadt.
- Paulo Coelhos Roman Veronika beschließt zu sterben spielt in einer Nervenheilanstalt in Ljubljana.
- Eine Band namens Laibach erregte seit 1980 mit dem deutschen Namen der Stadt, martialischem Auftreten und provokativen Äußerungen Aufsehen. Die Gruppe trat 2015 in Nordkorea auf.
- Nahe der Stadt befinden sich die Sender Kurešček, Polževo und Šmarna Gora.

### Geschichte
- Peter Štih: XV. The Beginnings of Ljubljana and the Bavarian Nobility. In: Derselbe: The Middle Ages between the Eastern Alps and the Northern Adriatic. Select Papers on Slovene Historiography and Medieval History (= East Central and Eastern Europe in the Middle Ages, 450–1450. Band 11). Brill, Leiden 2010, ISBN 978-90-04-18591-3, S. 274–317, doi:10.1163/ej.9789004185913.i-463.47.

### Ältere Literatur
- Martin Zeiller: Laubach. In: Matthäus Merian (Hrsg.): Topographia Provinciarum Austriacarum. Austria, Styria, Carinthia, Carniolia, Tyrolis … (= Topographia Germaniae. Band 10). 3. Auflage. Matthaeus Merians Erben, Frankfurt am Main 1679 (Volltext [Wikisource]).
- Martin Zeiller: Laubach (Anhang). In: Matthäus Merian (Hrsg.): Topographia Provinciarum Austriacarum. Austria, Styria, Carinthia, Carniolia, Tyrolis … (= Topographia Germaniae. Band 10). 3. Auflage. Matthaeus Merians Erben, Frankfurt am Main 1679 (Volltext [Wikisource]).
- Ivan Vrhovec: Die wohllöbl. landesfürstl. Hauptstadt Laibach. Nach archivalischen Quellen bearbeitet. Druck von J. Blasnik’s Nachfolger, Laibach 1886 (Scan in der Google-Buchsuche).
- Franz Xaver Johann Richter: Geschichte der Stadt Laibach bis zur Gründung des Bisthums im Jahre 1461. In: Archiv für die Landesgeschichte des Herzogthums Krain. Hrsg. von V. F. Klun. Heft 2 und 3, Laibach 1854, S. 141–289 (Scan in der Google-Buchsuche; zuerst erschienen 1829 und 1836).
- Julius Wallner: Beiträge zur Geschichte der Laibacher Maler und Bildhauer im XVII. und XVIII. Jahrhunderte. In: Mittheilungen des Musealvereines für Krain. Band 3. Laibach 1890, ZDB-ID 342087-5, S. 103–139 (Scan in der Google-Buchsuche).